# Epichoristodes canonicum
Epichoristodes canonicum es una especie de polilla del género Epichoristodes, tribu Archipini, familia Tortricidae. Fue descrita científicamente por Diakonoff en 1973.

## Distribución
La especie se distribuye por Madagascar.